# Karl Gordon Henize
Karl Gordon Henize (Cincinnati, 17 ottobre 1926 – Everest, 5 ottobre 1993) è stato un astronomo, astronauta e ricercatore statunitense. Ha partecipato alla missione spaziale Shuttle STS-51-F come specialista di missione. 

## Biografia

### Educazione
Dopo aver frequentato la scuola di primo e secondo grado a Plainville ed a Mariemont in Ohio, conseguì nel 1947 il titolo di bachelor in matematica seguito nel 1948 dal master in astronomia - entrambi conferiti dall'Università della Virginia. Mentre era già impegnato nel lavoro di ricerca presso l'osservatorio McCormick, nel 1954 conseguì un dottorato di ricerca in astronomia presso l'Università del Michigan.
Henize fu pluridecorato di onorificenze nazionali ed internazionali sia nel campo militare che in campo civile. Fu membro di influenti associazioni americane.

### Esperienze
Negli anni dal 1948 al 1951, Henize lavorò in qualità di collaboratore incaricato dall'Università del Michigan presso l'osservatorio di Lamont-Hussey nel Bloemfontein in Sudafrica. In questi anni condusse degli interessantissimi esperimenti con obbiettivi a forma di prisma osservando particolarmente le costellazioni dell'emisfero australe e le linee di emissione nebulosa dovute all'idrogeno.
Nel 1954 svolse una formazione post-dottorato collaborando presso l'osservatorio di Mount Wilson a Pasadena in California. Anche in tale occasione condusse particolari esperimenti spettroscopici e studi fotometrici delle emissioni di varie stelle. Dal 1956 al 1959 fu capo-astronomo dello Smithsonian Astrophysical Observatory. In tale posizione fu primo responsabile della stazione per rilievi fotografici del programma di trasmissione di immagini dallo spazio via satellite; era pertanto responsabile del funzionamento e dell'operatività di una rete globale di 12 stazioni di ricevimento di dette immagini dai primi satelliti artificiali in orbita.
Successivamente, nel 1959, Henize assunse l'incarico di professore assistente del dipartimento di astronomia dell'Università Northwestern, passando nel 1964 al ruolo di professore di ruolo in questo dipartimento. Oltre all'insegnamento eseguì e condusse importanti ricerche in campo astronomico, rimanendo specialmente attaccato ai campi che sin dai suoi inizi di carriera lo avevano accompagnato. Dal 1961 al 1962 poté collaborare come osservatore ospite presso l'osservatorio di Mount Stromlo a Canberra in Australia potendo usare in questa occasione molteplici strumenti che fino a tale occasione gli erano sconosciuti, dal Uppsala 20/26-inch schmidt al riflettore parabolico 74-inch (indicazione del diametro degli strumenti in pollici).
Henize fu inoltre coinvolto negli studi riguardanti sistemi ottici a raggi ultravioletti nonché per programmi di equipaggiamento dei voli umani nello spazio. Divenne primo responsabile per un esperimento chiamato S-013 svoltosi durante le missioni del programma Gemini, più precisamente durante le missioni Gemini 10, Gemini 11 e Gemini 12. Si trattò di eseguire delle speciali misurazioni delle radiazioni ultraviolette di diverse stelle. Fu inoltre primo responsabile dell'esperimento chiamato S-019, cioè della registrazione di immagini fotografiche delle radiazioni ultraviolette di stelle usando un obiettivo con un'apertura di 15 cm (6 pollici). Tale esperimento venne eseguito durante le missioni della stazione spaziale Skylab.
Dal 1974 al 1978 Henize presiedette il NASA Facility Definition Team incaricato dello sviluppo dello STARLAB, cioè un telescopio a raggi ultravioletti del diametro di un metro da usare per lo Spacelab. Dal 1978 al 1980 presiedette il gruppo di lavoro della NASA per lo sviluppo di un telescopio a grandangolo, sempre da usare per lo Spacelab (Spacelab Wide-Angle Telescope). Dal 1979 in poi fu presidente dell'International Astronomical Union Working Group (un gruppo di lavoro per la collaborazione tra singoli astronomi) per la ditta privata Space Schmidt Surveys e continuò ad essere uno dei più assidui sostenitori del progetto di usare un telescopio del diametro di un metro prodotto dalla ditta Schmidt, affinché si potesse registrare e misurare a grandangolo e dal più profondo dello spazio l'esistenza di radiazione ultravioletta.
È stato autore e/o coautore di 70 pubblicazioni scientifiche sempre inerenti alla ricerca astronomica.

### Esperienze alla NASA
Ad agosto del 1967 Henize fu scelto dalla NASA come uno dei primi scienziati-astronauta. Si dovette sottoporre ad una formazione accademica nonché un addestramento da pilota per aerei jet della durata di 53 settimane svoltosi presso la Vance Air Force Base in Oklahoma. Fece parte degli equipaggi di supporto per le missioni dell'Apollo 15 e dello Skylab 2, Skylab 3 e Skylab 4 assumendo più volte il ruolo di Capcom. Venne nominato specialista di missione per l'ASSESS-2, cioè la simulazione di una missione dello Spacelab svoltasi nel 1977. Ha raggiunto 2.300 ore di volo su aerei jet.
Henize venne nominato specialista di missione per il volo dello Spacelab-2 (STS 51-F) lanciata dal Kennedy Space Center in Florida il 29 luglio 1985. Durante questa missione fu accompagnato dal comandante Charles G. Fullerton, dal pilota Roy D. Bridges, dagli ulteriori specialisti di missione Anthony W. England e F. Story Musgrave, e dai due specialisti del carico di bordo Loren Acton e John-David F. Bartoe.
La missione fu la prima a caricare esclusivamente lo Spacelab e la prima missione ad operare con lo Spacelab Instrument Pointing System (IPS). Vennero eseguiti 13 esperimenti maggiori di cui 7 si riferivano al campo dell'astronomia e della fisica solare, 3 si riferivano allo studio della ionosfera terrestre, 2 trattavano la scienza umana ed una analizzava le caratteristiche dell'elio. Le responsabilità del dott. Henize comprendevano il collaudo e l'operazione mediante l'IPS, l'uso del Remote Manipulator System (RMS), l'osservazione dei sistemi dello Spacelab nonché l'esecuzione della maggior parte degli esperimenti sopradescritti.
Il 6 agosto 1985, dopo 126 orbite terrestri, la missione STS 51-F dello Space Shuttle Challenger si concluse con l'atterraggio presso la Edwards Air Force Base in California. Al termine della missione Henize raggiunse le 188 ore di volo nello spazio.
Nel 1986 accettò l'incarico di scienziato-capo della Space Sciences Branch.

### La morte
Il 5 ottobre 1993 Henize morì a causa di disfunzioni respiratorie e collasso cardiaco mentre stava scalando il monte Everest, dove venne sepolto. Lasciò la moglie Caroline e quattro figli.

## Vita privata
Nato a Cincinnati in Ohio e cresciuto a Plainville, Ohio, dove ha vissuto fino al termine della sua istruzione secondaria. Durante il suo tempo libero si è particolarmente dedicato al computer, alla collezione di francobolli ed all'astronomia. Inoltre ha praticato diversi sport, tra i quali spiccano il racquetball, il baseball, il nuoto subacqueo e l'alpinismo, sport che gli costerà la vita.